# دونالد هیل
دونالد هیل (به انگلیسی: Donald Hill) (۱۹۲۲ – ۱۹۹۴ م) خاورشناس و مهندس اهل انگلیس و ساکن آمریکا بود.

## تحصیلات
دونالد هیل در دانشگاه لندن در رشته مهندسی درس خواند و سپس دکترایش را در تاریخ عربی اخذ نمود. او علاقه بسیاری به تاریخ هندسه و تکنولوژی در قرون وسطی داشت و به ویژه پیرامون مهندسان و فیزیک دانان مسلمان در دوره طلایی اسلام تحقیقات وسیعی داشت.

## ترجمه کتاب الحیل جزری
هیل چند کتاب را پیرامون هندسه و تاریخ مکانیک نوشته‌است. اما مهم‌ترین اثر وی تصحیح و چاپ کتاب الحیل بدیع‌الزمان جزری است که آن را در سال ۱۹۷۹م به انگلیسی ترجمه نموده‌است.

## آثار
هیل دارای مقالاتی در دانشنامه جهان اسلام است چنان‌که مدتی نیز رئیس تحریریه مجله تاریخ علوم عربی بود.
وی دارای کتاب‌هایی نیز هست که برخی به عربی و برخی به فارسی ترجمه شده‌است از جمله:
«التقنیة فی الحضارة الإسلامیة» - هیل این اثر را به همراه دانشمند فلسطینی احمد یوسف حسن نوشته و صالح خالد ساری ان را به عربی ترجمه و در سال ۲۰۰۱م چاپ شده‌است.
«العلوم والهندسة فی الحضارة الإسلامیة: لبنات أساسیة فی صرح الحضارة الإنسانیة» - این اثر هیل را تمدن‌شناس مصری احمد فؤاد پاشا به عربی ترجمه کرده و در سال ۲۰۰۴م در کویت منتشر شده‌است.

## درگذشت
دونالد هیل در سال ۱۹۹۴م در ۷۲ سالگی درگذشت.

## هم نام
چند نفر در غرب با نام دونالد هیل وجود داشته یا دارند از جمله دونالد هیل پرکینس که یک فیزیک‌دان اهل بریتانیا است.